# Paola Pliego
Maria Paola Pliego Lara, née le 27 septembre 1994 à Mexico, est une escrimeuse mexicaine naturalisée ouzbèke dont l'arme de spécialité est le sabre.
Elle mène l'équipe du Mexique de sabre féminin à la neuvième place du classement mondial en février 2016, assurant sa qualification aux Jeux olympiques de Rio de Janeiro.

## Carrière
Dès l'âge de quatre ans, Paola Pliego se prend de passion pour l'escrime à la suite du visionnage du film À nous quatre, figurant une scène de combat au fleuret. Elle commence la compétition pendant l'adolescence et, après avoir remporté ses premières médailles au niveau national, s'entraîne à l'Oregon Fencing Alliance aux côtés de la double championne olympique américaine Mariel Zagunis. En 2014, son entraînement porte ses fruits : elle remporte le classement général de la coupe du monde junior, malgré une simple dix-huitième place au championnat du monde de la catégorie.
Aux championnats panaméricains d'escrime 2015, elle remporte le bronze après une défaite en demi-finales face à Dagmara Wozniak (15-10). Avec ses coéquipières, elle fait un grand pas vers la qualification olympique en prenant la seconde place de l'épreuve par équipes. Des résultats constants par équipes, alliés avec la qualification de l'équipe des États-Unis via le top 4 du classement de la FIE, permet aux Mexicaines d'assurer leur présence aux Jeux de Rio. Mais sa participation personnelle aux Jeux est compromise par un contrôle antidopage positif aux championnats panaméricains 2016, où elle se classe troisième en individuel et seconde par équipes. Suspendue à titre provisoire, elle est exclue des Jeux olympiques avant l'analyse de l'échantillon B. Elle est finalement exonérée de peine en octobre, après que l'Agence mondiale antidopage et la FIE aient reconnu son innocence dans l'affaire.
Elle participe pour la dernière fois aux championnats panaméricains en 2017. Elle y réalise un doublé, gagnant l'épreuve individuelle et par équipes. Malgré la reconnaissance de son innocence dans l'affaire de dopage qui lui a coûté une place aux Jeux de 2016, et malgré son statut de leader de l'équipe mexicaine, les relations entre Pliego et les instances sportives nationales du Mexique se tendent. Elle est mise à l'écart de l'équipe nationale qui dispute les championnats panaméricains 2018 et 2019, ces derniers étant qualificatifs pour les Jeux de Tokyo en 2020. Contrainte de choisir entre une retraite anticipée, à 24 ans, ou un changement de nationalité sportive, Pliego décide en juillet 2019 de prendre la nationalité ouzbèke, dénonçant la corruption supposée des instances sportives de son pays,. Elle dispute les championnats du monde d'escrime 2019 sous ses nouvelles couleurs, moins de deux semaines après l'annonce de son changement de pays.

## Palmarès
- Championnats panaméricains d'escrime
  -  Médaille d'or aux championnats panaméricains d'escrime 2017 à Montréal
  -  Médaille d'or par équipes aux championnats panaméricains d'escrime 2017 à Montréal
  -  Médaille d'argent par équipes aux championnats panaméricains d'escrime 2016 à Panama
  -  Médaille d'argent par équipes aux championnats panaméricains d'escrime 2015 à Santiago
  -  Médaille de bronze aux championnats panaméricains d'escrime 2016 à Panama
  -  Médaille de bronze aux championnats panaméricains d'escrime 2015 à Santiago
- Médaille d'or, Escrime aux Jeux asiatiques de 2022.

## Classement en fin de saison
| Année | 2011 | 2012 | 2013 | 2014 | 2015 | 2016 | 2017 | 2018 | 2019 | 2020 | 2021 | 2022 |
| ----- | ---- | ---- | ---- | ---- | ---- | ---- | ---- | ---- | ---- | ---- | ---- | ---- |
| Rang  | 100  | 84   | 33   | 38   | 23   | 36   | 27   | 188  | 153  | 186  | 77   | 70   |